# Masdevallia tovarensis
Masdevallia tovarensis là một loài lan đặc hữu của miền bắc Venezuela.

## Hình ảnh

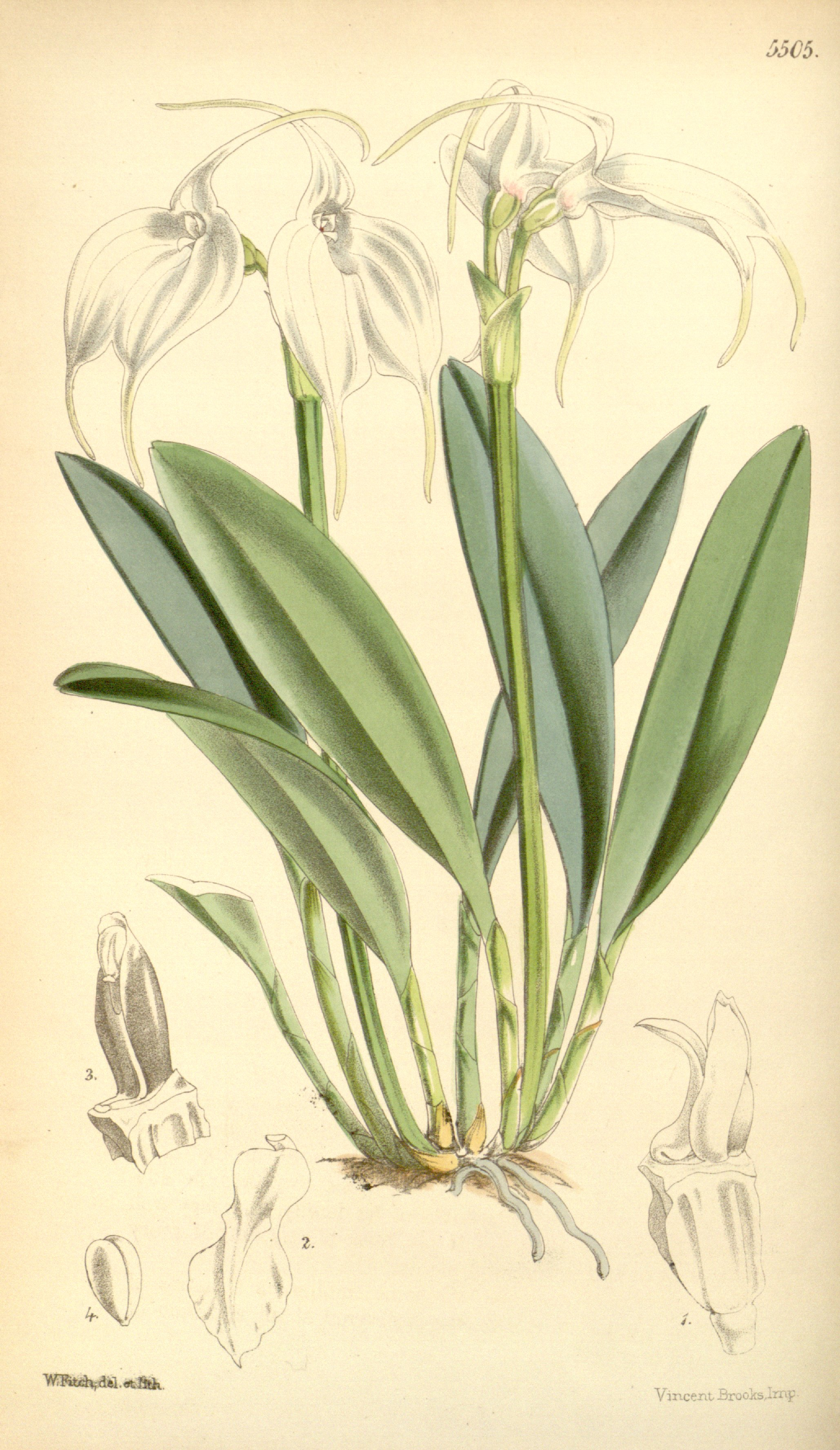
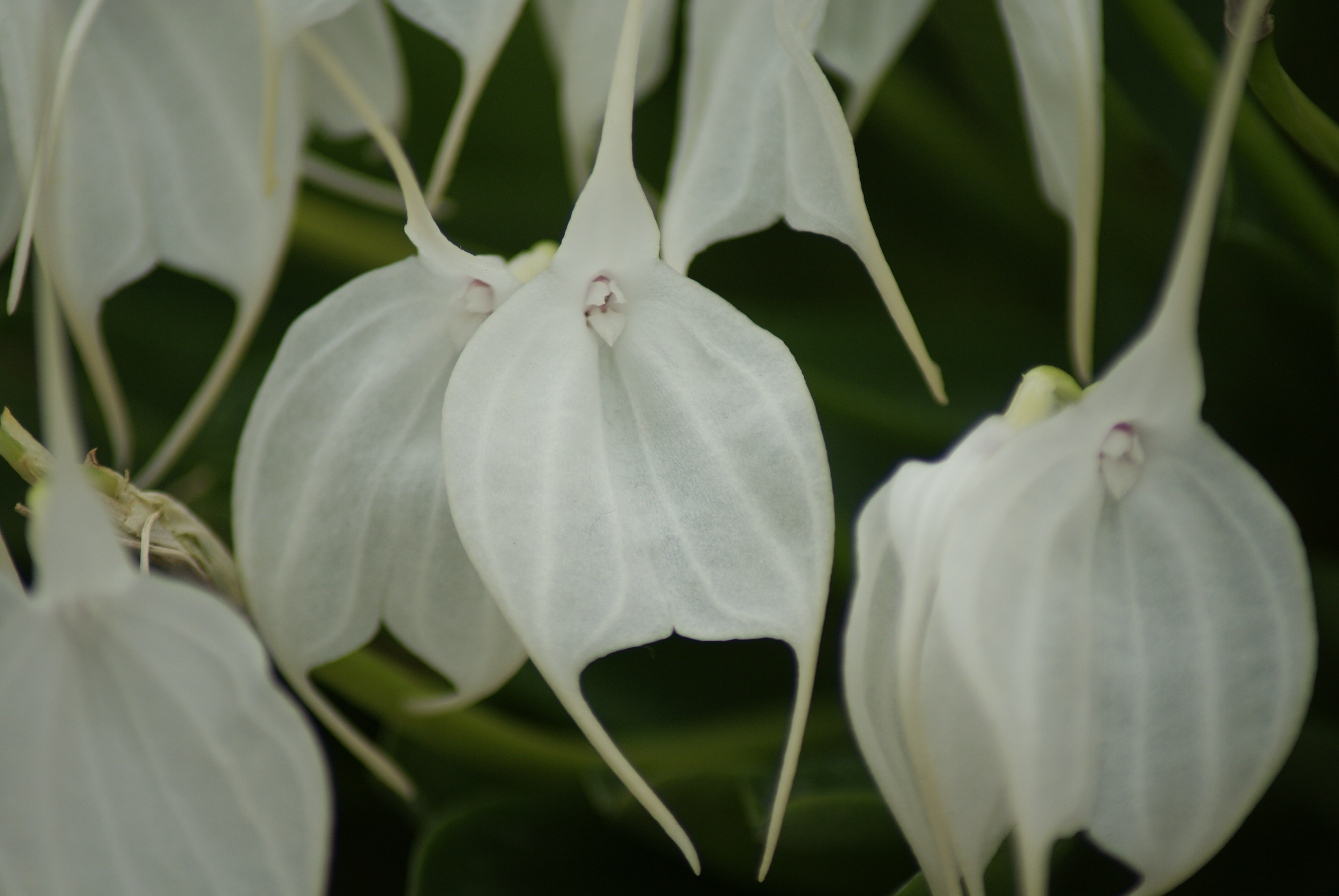
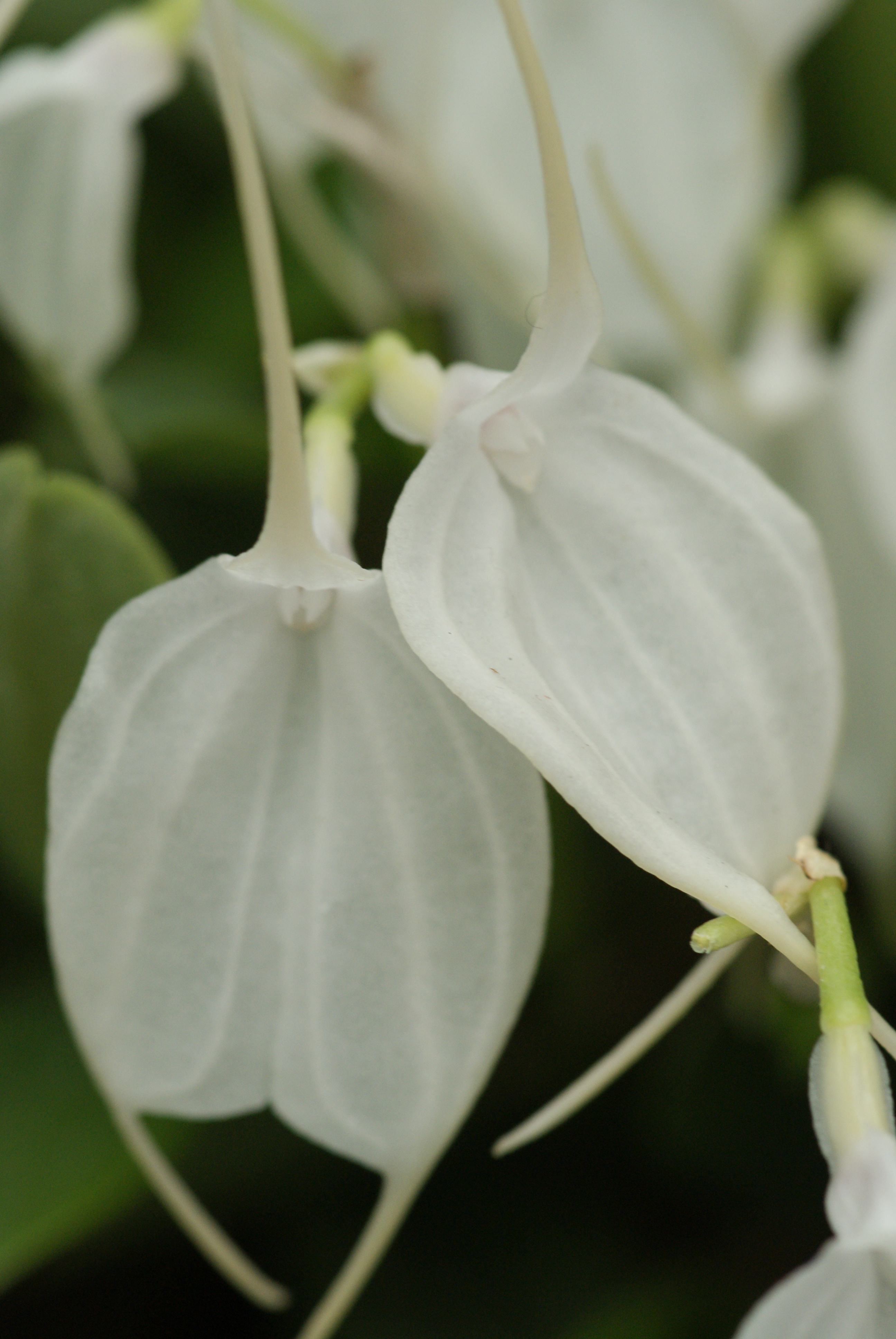
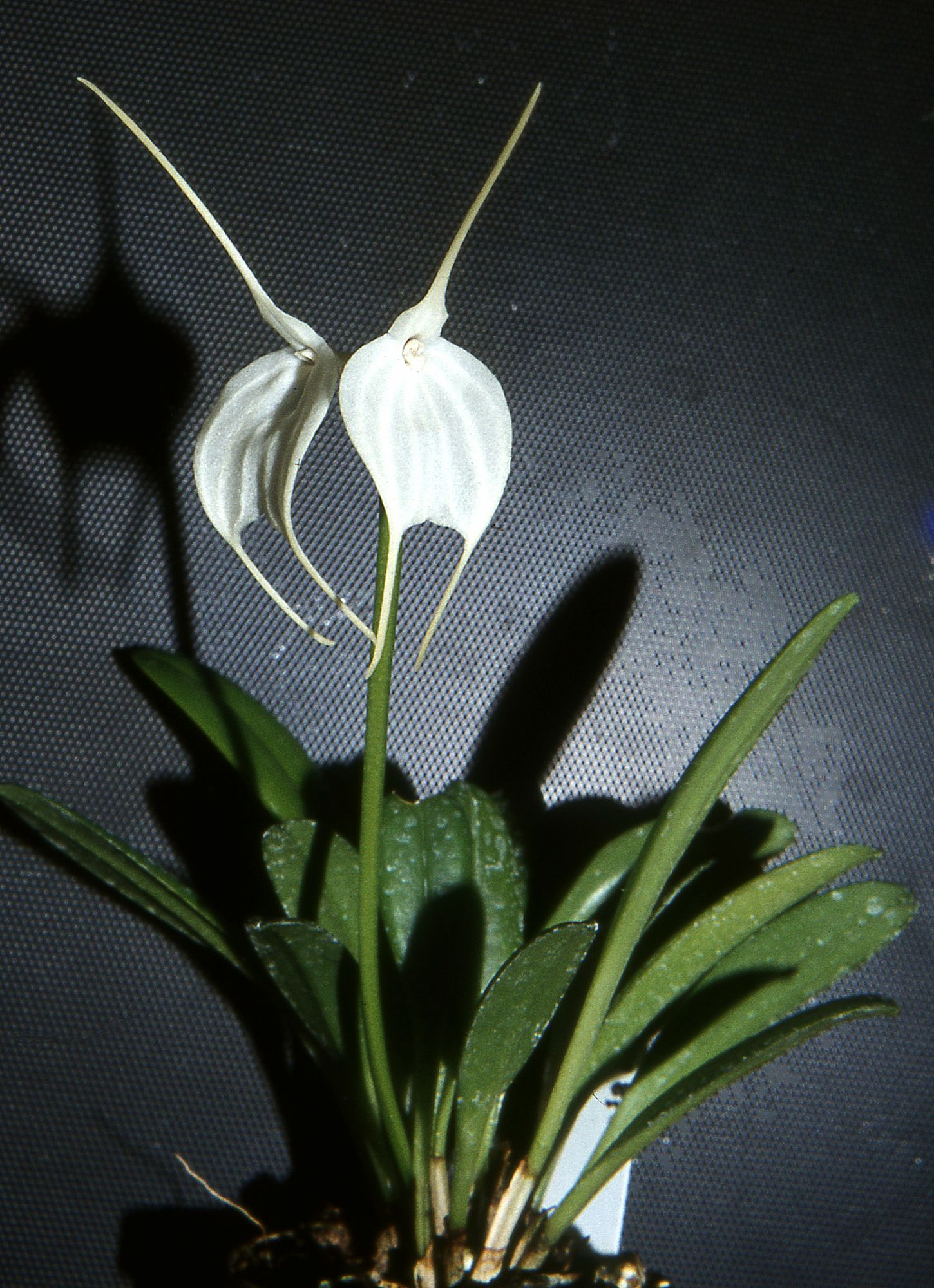